# Франческо Мицаловић
Франческо Ратков Мицаловић био је дубровачки штампар са почетка 16. века који је штампао прве књиге на народном језику становништва савремене Рагузе (данашњи Дубровник).
Мицаловић је припремио ћириличке типове писма и организовао штампање молитвеника у Венецији 1512. године. Ови молитвеници су познати као Молитвеник и Officio. Мицаловић је био дужан да сакупља штампане књиге и да их продаје у својој радњи коју је требало да отвори у Дубровнику и у османској Србији.
У документима из 1510. и 1513. које је Мицаловић потписао, молитвеник се описује као „на српском језику и писмима“. У изворима се језик молитвеника и писма на којем су штампани помињу као: босански, дубровачки, српски, хрватски или српскохрватски, у зависности од гледишта аутора.

## Породица
Рођено име Франческа Мицаловића било је Иван или Јован. Његов деда је био трговац књигама. Франческов отац био је Ратко Вукосалић чији је надимак био Мицаловић. Ратко Вукосалић припадао је групи Дубровчана који су имали веома добре везе са Османлијама и бавили се посебном врстом трговине, откупним ропством. У дубровачкој исправи састављеној 23. августа 1470. године забележено је да је Ратко Вукосалић (са надимком Мазаловић) исплатио Ивану Марковићу из Хрватске откупнину за извесног Турчина (муслимана) Мустафу. Ратко је за ову трансакцију купио сребро од Гргура Сумичића из Новог Брда. Откуп за Мустафу од 500 дуката платио је Иса-бег Исхаковић који је морао пустити и Марковићеву жену заробљену и држану у ропству у Сарајеву. Ратко Вукосалић је 16. септембра 1470. године, као агент Живана Припчиновића, довео у Дубровник жену Ивана Марковића. Почетком 1471. Ратко Вукосалић је купио кућу. Ратко Вукосалић умире пре 1501. После извесног времена Ратков надимак је постао породично име које је наследио његов син Франческо. Франческо се оженио Линусом, ћерком познатог дубровачког златара Павла Антоевића.

## Каријера
Он се називао и мештре (енгл. master craftsman) јер није био само издавач већ и занатлија који је секао папир и припремао типове за штампу. Могуће је да је Франческо од свог таста научио вештину топљења метала и гравирања, па је могао да припреми типове за штампање књига на пресама које су припадале Русконију 1512. године.
Михаило Динић је у дубровачким архивама открио да је Мицаловић потписао два уговора у покушају да изда ћириличне књиге за дубровачке католике. Мицаловић и Петар Ђуро Шушић потписали су први уговор са Ђироламом Сонћином у Пезару 28. септембра 1510. Договорено је да Ђироламо штампа у својој штампарији неколико молитвеника на ћириличном писму.
Мицаловић је 31. јула 1511. године потписао уговор са Шушићем у коме се Мицаловић зове Франческо. По овом споразуму Мицаловић и Шушић су основали фирму у коју је Мицаловић уложио свој рад (personam suam) и уговор који је раније потписао са Сонцином, док је Шушић уложио 108 златних дуката. Договорено је да штампане књиге прикупља Мицаловић који је био дужан да их дистрибуира у Дубровнику (у малој радњи коју је требало да отвори за ту сврху) и Србији. Дана 20. августа 1513. Мицаловић је започео своје путовање на територију Балкана под османском контролом да би продавао молитвенике које је штампао. Тог дана Мицаловић и Шушић су потписали још један уговор којим се Мицаловић обавезао да Шушићу врати сав новац који је добио од продаје молитвеника.

## Ћирилично писмо и српски језик католичких молитвеника
Године 1512. Мицаловић је штампао два католичка молитвеника у Венецији, у штампарији Ђорђа Русконија (Zorzi Ruskon) из Милана. Једна књига је позната као Officio (Officio Beatae Mariae Virginis), а друга као Молитвеник (Officio Sanctae Brigittae). Обе књиге су штампане ћириличним писмом са елементима глагољице на штокавском дијалекту након превода са чакавског. Мицаловић је 18. септембра 1512. године, одмах по повратку у Рагузу, изјавио да два сандука словенских књига припадају Ђури, оцу Петра Шушића.
Четвороделна икона из цркве у православном манастиру Рођења Богородице у селу Согле, општина Чашка (код Велеса, Северна Македонија) има декоративне елементе осликане под утицајем ћириличног Молитвеника Мицаловићева. Према речима Дејана Медаковића, ренесансни декоративни елементи ове иконе из 16. века директно су преписани из Молитвеника који је штампао Мицаловић.

## Полемике о језику
Ове две књиге поново су откривене научној јавности 1932. године која је првобитно означавала језик ових молитвеника као српски. У уговору који је потписао Мицаловић језик молитвеника помиње као in littera et idiomate serviano. Милан Решетар је извршио детаљну анализу слова, садржаја, стила и језика молитвеника и закључио да је то прва књига штампана на српском народном језику јер је Октоих (штампан 1494. године) штампан на црквенословенском језику.
Године 1938. Решетар, Србин католик из Дубровника, објавио је пролог фототипског издања Мицаловићевих књига. Решетар је у овом прологу навео да су „нека слова коришћена за штампање молитвеника заправо била њихова сопствена врста ћириличног писма, заснована на курзивној ћирилици (западна ћирилица), која се у то време није користила за штампање дела за верске текстове православне цркве., тако да је курзив било ћирилично писмо које су редовно користили наши католици и муслимани“.
Детаљна анализа Решетарових исказа и књига навела је Стјепана Ившића до закључка да језик ових књига није српски, већ хрватски. Решетарова изјава из 1938. године, која није утицала на његово мишљење да је језик молитвеника српски, навела је Аницу Назор и на закључак да он оповргава сопствени став. Ившић је сматрао да је молитвеник модернија верзија Ватиканског хрватског молитвеника. Хрватски филолог Драгица Малић сматрала је да је реч о преводу нешто млађег молитвеника познатог под називом Други ватикански дубровачки молитвеник (Други ватикански дубровачки молитвеник), датованог на прелаз из 16. века.
Извори помињу ове молитвенике као дубровачки, српски, хрватски или српскохрватски, у зависности од тачке гледишта њихових аутора.